# Malé Raškovce
Malé Raškovce és un poble i municipi d'Eslovàquia. Es troba a la regió de Košice, a l'est del país.

## Història
La primera referència escrita de la vila data del 1478.

## Demografia
| Godina             | 1994 | 2004   | 2014   | 2024    |
| ------------------ | ---- | ------ | ------ | ------- |
| Nombre de persones | 264  | 245    | 248    | 220     |
| Diferència         |      | −7,19% | +1,22% | −11,29% |

| Godina             | 2023 | 2024   |
| ------------------ | ---- | ------ |
| Nombre de persones | 222  | 220    |
| Diferència         |      | −0,90% |